# Maria Makino
Maria Makino (牧野真莉愛, Makino Maria, née le 2 février 2001 à Nishio au Japon) est une chanteuse, mannequin et danseuse japonaise du Hello! Project, membre du groupe de J-pop Morning Musume depuis 2015.

## Biographie
Maria Makino se présente en 2012 à une audition destinée à choisir de nouvelles chanteuses pour faire partie du groupe phare du Hello! Project, Morning Musume, mais n'est alors pas sélectionnée par son producteur Tsunku. Elle intègre cependant cette année-là le Hello! Pro Kenshuusei, structure formant les futures chanteuses du Hello! Project. Mais le 30 septembre 2014, lors de la tournée d'automne de Morning Musume, elle est officiellement présentée au public comme nouvelle membre de la "12e génération" du groupe, à 13 ans, aux côtés d'une autre élève du Hello! Pro Kenshuusei, Akane Haga, et de deux participantes à l'audition de 2014, Haruna Ogata et Miki Nonaka,.
Elle rejoint le groupe de manière effective le 1er janvier 2015, alors qu'il est renommé "Morning Musume '15" pour l'année. Elle sort son premier disque avec lui en avril suivant, le single Seishun Kozō ga Naiteiru / Yūgure wa Ameagari / Ima Koko Kara. Elle participe en juin 2015 à la comédie musicale Triangle avec le groupe, ainsi qu'à sa bande originale.

## Discographie

### Avec Morning Musume
Singles
- 15 avril 2015 : Seishun Kozō ga Naiteiru / Yūgure wa Ameagari / Ima Koko Kara
- 19 août 2015 : Oh My Wish! / Sukatto My Heart / Ima Sugu Tobikomu Yūki
- 29 décembre 2015 : Tsumetai Kaze to Kataomoi / Endless Sky / One and Only
- 11 mai 2016 : Tokyo to Iu Kataomoi / The Vision / Utakata Saturday Night
- 23 novembre 2016 : Sexy Cat no Enzetsu / Mukidashi de Mukiatte / Sō ja nai
- 8 mars 2017 : Brand New Morning / Jealousy Jealousy
- 4 octobre 2017 : Jama Shinaide Here We Go! / Dokyū no Go Sign / Wakaindashi!
- 13 juin 2018 : Are you happy / A gonna
- 24 octobre 2018 : Furari Ginza / Jiyuu na Kuni Dakara / Y Jiro no Tochuu
- 12 juin 2019 : Jinsei Blues / Seishun Night
- 22 janvier 2020 : KOKORO&KARADA / LOVEpedia / Ningen Kankei No way way
- 16 décembre 2020 : Junjou Evidence / Gyuu Saretai Dake na no ni
- 8 décembre 2021 : Teenage Solution / Yoshi Yoshi Shite Hoshii no / Beat no Wakusei
- 8 juin 2022 : Chu Chu Chu Bokura no Mirai / Dai Jinsei Never Been Better! / I WISH
- 21 décembre 2022 : Swing Swing Paradise / Happy birthday to Me!
- 25 octobre 2023 : Suggoi FEVER! / Wake-up Call~Mezameru Toki~ / Neverending Shine
- 14 août 2024 : Nandaka Sentimental na Toki no Uta / SaiKIYOU

Digital Singles
- 3 novembre 2017 : Ai no Tane (20th Anniversary Ver.) (Morning Musume 20th)
- 30 novembre 2017 : Gosenfu no Tasuki
- 28 janvier 2018 : Hana ga Saku Taiyou Abite

Albums
- 6 décembre 2017 : 15 Thank You, Too
- 31 mars 2021 : 16th ~That's J-POP~
- 27 novembre 2024 : 'Professionals-17th

Mini-album
- 15 juillet 2015 : Engeki Joshi-bu Musical "Triangle" Original Soundtrack
- 7 février 2018 : Hatachi no Morning Musume (Morning Musume 20th)

Compilation
- 20 février 2019 : Best! Morning Musume 20th Anniversary

## Divers
DVD
- 7 mai 2015 : Greeting ~Makino Maria~ (Greeting ~野中 美希~)

Comédie musicale
- juin 2015 : Engeki Joshi-bu Musical "Triangle" (演劇女子部 ミュージカル「TRIANGLE-トライアングル-」)